# Comuna Oceretuvate, Semenivka
Oceretuvate (în ucraineană Очеретувате) este o comună în raionul Semenivka, regiunea Poltava, Ucraina, formată din satele Oceretuvate (reședința) și Vilne.

## Demografie
Componența lingvistică a comunei Oceretuvate
     Ucraineană (97,97%)
     Rusă (1,94%)
Conform recensământului din 2001, majoritatea populației comunei Oceretuvate era vorbitoare de ucraineană (97,97%), existând în minoritate și vorbitori de rusă (1,94%).